# Amroli
Amroli är en ort i Indien.   Den ligger i distriktet Sūrat och delstaten Gujarat, i den västra delen av landet, 900 km sydväst om huvudstaden New Delhi. Amroli ligger 17 meter över havet och antalet invånare är 17 082.
Terrängen runt Amroli är mycket platt. Runt Amroli är det mycket tätbefolkat, med 1 266 invånare per kvadratkilometer. Närmaste större samhälle är Surat, 6,2 km söder om Amroli. Trakten runt Amroli består till största delen av jordbruksmark.